# Hydropionea melliculalis
Hydropionea melliculalis là một loài bướm đêm trong họ Crambidae.